# Risako Kinjo
Risako Kinjo (en japonés: 金城梨紗子, Kinjo Risako; nacida Risako Kawai, Tsubata, 21 de noviembre de 1994) es una deportista japonesa que compite en lucha libre. Su hermana Yukako compite en el mismo deporte.
Participó en dos Juegos Olímpicos de Verano, obteniendo dos medallas de oro, en Río de Janeiro 2016 (categoría de 63 kg) y Tokio 2020 (categoría de 57 kg). En los Juegos Asiáticos de 2018 consiguió una medalla de bronce en la categoría de 62 kg.
Ganó cinco medallas en el Campeonato Mundial de Lucha entre los años 2015 y 2024, y cinco medallas en el Campeonato Asiático de Lucha entre los años 2014 y 2024.

## Palmarés internacional
| Juegos Olímpicos    | Juegos Olímpicos           | Juegos Olímpicos  | Juegos Olímpicos |
| Año                 | Lugar                      | Medalla           | Categoría        |
| ------------------- | -------------------------- | ----------------- | ---------------- |
| 2016                | Río de Janeiro (Brasil)    | Medalla de oro    | 63 kg            |
| 2020                | Tokio (Japón)              | Medalla de oro    | 57 kg            |
| Campeonato Mundial  |                            |                   |                  |
| Año                 | Lugar                      | Medalla           | Categoría        |
| 2015                | Las Vegas (Estados Unidos) | Medalla de plata  | 63 kg            |
| 2017                | París (Francia)            | Medalla de oro    | 60 kg            |
| 2018                | Budapest (Hungría)         | Medalla de oro    | 59 kg            |
| 2019                | Nursultán (Kazajistán)     | Medalla de oro    | 57 kg            |
| 2024                | Tirana (Albania)           | Medalla de oro    | 59 kg            |
| Juegos Asiáticos    |                            |                   |                  |
| Año                 | Lugar                      | Medalla           | Categoría        |
| 2018                | Yakarta (Indonesia)        | Medalla de bronce | 62 kg            |
| Campeonato Asiático |                            |                   |                  |
| Año                 | Lugar                      | Medalla           | Categoría        |
| 2014                | Astaná (Kazajistán)        | Medalla de oro    | 58 kg            |
| 2016                | Bangkok (Tailandia)        | Medalla de oro    | 63 kg            |
| 2017                | Nueva Delhi (India)        | Medalla de oro    | 60 kg            |
| 2020                | Nueva Delhi (India)        | Medalla de oro    | 57 kg            |
| 2024                | Biskek (Kirguistán)        | Medalla de bronce | 59 kg            |